# Puig Cornelis
El Puig Cornelis és una muntanya de 1.360 metres que es troba al municipi de la Vall d'en Bas, a la comarca catalana de la Garrotxa. S'hi ascendeix des de Joanetes per la Canal Fosca o dels Ganxos Nous o bé des de Sant Privat d'en Bas, des del vessant nord i passant per Santa Magdalena del Mont, santuari situat al petit altiplà que forma aquest cim. Molt a prop del cim hi ha uns repetidors.